# Martin Mühlau
Martin Mühlau (* 11. März 1883; † 15. Januar 1969) war ein sächsischer Volkssänger.

## Leben
Der Musiker, Verfasser von Instrumental- und Soloszenen war Mitglied der Eyle-Sänger, der Leipziger Seidel-Sänger und der Leipziger Krystallpalast-Sänger.

## Werke
Mühlau schrieb folgende 21 Stücke:
| - Der Postillon von Bärne, Instrumentalszene - Ein musikalischer Liederkranz, Instrumentalszene - Ein musikalischer Postillon, Instrumentalszene - Hornist Bliemchen vom Luftschifferbataillon, Instrumentalszene - Hornist Tute von der 4. Kompagnie, Instrumentalszene - Husarentrompeter Karl, Instrumentalszene - Sächsische Schnadahüpfln, Instrumentalszene | - Der Dorfmusikant - Der Signalist von der Sanitätskolonne - Ede von der Wach- und Schließgesellschaft - Ein musikalischer Eilbote - Ein musikalisches Unikum - Ein vielgereister Marinemusiker - Orchesterdiener Stimmgabel | - Der bayrische Postillion - Der Wandervogel - Ein musikalischer Schornsteinfeger - Ein musikalisches Unikum - Hofmusikus Lippentriller - Musikdirektor Triller - Sanitätsgehilfe Pieke |

## Tondokumente
Schallaufnahmen von Martin Mühlau existieren auf Kalliope, Beka, Electrocord / Cordy (Isi) und Hermophon.

### Kalliope
Originalvortrag in sächsischer Mundart mit Klavier und Piston:
- Der bayrische Postillon / Der Wandervogel, beide Titel von Martin Mühlau. Kalliope K 258 (mx. Zw 2347)[4]
- Der bayrische Postillon / Der Wandervogel. Sächsische Mundart, verfaßt und vorgetragen von Martin Mühlau. Kalliope 5040
- Schneiderfritzel / Tutenbachs Werdegang (Paul Göbel). Kalliope K.259, auch Kalliope 5047

### Beka
- Mühlau Martin, Leipziger Kristallpalast-Sänger:
  - Gelegenheitsmusiker Krumpel (Vallenda). Beka-Grand-Record 14 926
  - Der Stabstrompeter aus der alten Zeit (Mühlau). Beka-Grand-Record  14 927
  - Ein musikalischer Schornsteinfeger (Mühlau) Teil 1/2. Beka 14 934/40
  - Ein betrübter Witwer (Oscar Junghähnel). Beka B 3708 (mx. 14 938)
  - Tutenbachs Werdegang, von Paul Göbel. Beka B.3708-II (mx. 14 942)

### Electrocord / Cordy
- Kanonen-Maxe / Ein alter Stadtsoldat. Electrocord 1231
- Orchesterdiener Stimmgabel / Der bayrische Postillion. 	Electrocord 1232, auch auf Isi 1232 veröffentlicht.
- Hofmusikus Lippentriller / Ein musikalisches Unikum. Electrocord 1286 (mx. 5589/5591)
- Sanitätsgehilfe Pieke / Musikdirektor Triller. Electrocord 1287 (mx. 5624/5625)
- Ein musikalisches Unikum : humoristischer Herrenvortrag, verfasst und vorgetragen von Martin Mühlau, Leipzig, Mitglied der Leipziger Seidel-Sänger. Cordy  Katalognummer 3129 – Matrizennummer 5591
- Hofmusikus Lippentriller : humoristischer Herrenvortrag, verfasst und vorgetragen von Martin Mühlau, Leipzig, Mitglied der Leipziger Seidel-Sänger. Cordy  Katalognummer 3129 – Matrizennummer 5589

### Hermophon Edelklang
“Hermophon Edelklang” war ein Erzeugnis der Firma Arno Bauer in Chemnitz. und benutzte Matrizen von Artiphon, Kalliope und Isiphon.
- Der bayrische Postillon / Martin Mühlau. Originalvortrag in sächsischer Mundart, mit Klavier und Piston. Hermophon-Edelklang Katalognummer 1301 – Matrizennummer 2340, weitere Nummern:  Zw 2340 (Matrizenstammnummer)
- Der Wandervogel / Martin Mühlau. Originalvortrag in sächsischer Mundart, mit Klavier und Piston. Hermophon-Edelklang Katalognummer 1302 [Seite 2 von 2], Matrizennummer 2341, weitere Nummern: Zw 2341 (Matrizenstammnummer)
- Musiker Tutenbachs Werdegang : Originalvortrag  von P. Gäbel [sic] / In sächsischer Mundart mit Klavier und Piston.  Vorgetragen von Martin Mühlau. Hermophon-Edelklang Katalognummer 1303 – Matrizennummer 2342, weitere Nummern: 07717 (Etikett); 2342 (Spiegel).
- Schneider Fritzel : Originalvortrag  von P. Gäbel [sic] / In sächsischer Mundart mit Klavier und Piston. Vorgetragen von Martin Mühlau. Hermophon-Edelklang Katalognummer 1303 – Matrizennummer 2343, weitere Nummern: 07719 (Etikett); 2343 (Spiegel)

## Wiederveröffentlichungen
- CD Rare Schellacks – Sachsen – Volkssänger 1910–1932 bei Trikont, München. Katalog Nr. US 0264 enthält als track 18 : Tutenbachs Werdegang. Sächsischer Vortrag von Paul Göbel. Gesprochen von Martin Mühlau, Leipziger Krystallpalast-Sänger. Beka B.3708-II (mx. 14 942)